# Orlando Luz
Orlando Luz (* 8. února 1998 Carazinho, Rio Grande do Sul) je brazilský profesionální tenista.  V roce 2015 byl juniorskou světovou jedničkou. Ve své dosavadní kariéře na okruhu ATP Tour vyhrál jeden deblový turnaj. Na challengerech ATP a okruhu ITF získal devět titulů ve dvouhře a čtyřicet jedna ve čtyřhře.
Na žebříčku ATP byl ve dvouhře nejvýše klasifikován v srpnu 2018 na 272. místě a ve čtyřhře v únoru 2025 na 60. místě. Trénuje ho Jose Luis López.
V brazilském daviscupovém týmu debutoval v roce 2021 džunijskou 1. světovou skupinou proti Libanonu, v níž vyhrál úvodní dvouhru nad Benjaminem Hassanem. Brazilci zvítězili 5–0 na zápasy. Do září 2025 v soutěži nastoupil k jedinému mezistátnímu utkání s bilancí 1–0 ve dvouhře a 0–0 ve čtyřhře.

## Tenisová kariéra
Na Letních olympijských hrách mládeže 2014 v Nankingu vybojoval stříbrnou medaili ve dvouhře, když ve finále podlehl Poláku Kamilu Majchrzakovi. Po boku krajana Marcela Zormanna získal zlato ze čtyřhry po závěrečné výhře nad Rusy Karenem Chačanovem a Andrejem Rubljovem. Na juniorském grandslamu si zahrál dvě deblová finále. Se Zormannem zvítězili ve Wimbledonu 2014, kde v souboji o titul zdolali americko-ruský pár Stefan Kozlov a Andrej Rubljov. Naopak ze závěrečného duelu French Open 2016 odešli s Jihokorejcem Čongem Jun-songem poraženi, když nestačili na Izraelce Jišaje Oli'ela hrajícího s Čechem Patrikem Riklem. V květnu 2015 se na juniorském kombinovaném žebříčku ITF stal světovou jedničkou, první brazilskou od Tiaga Fernandese v roce 2010.
Jako 17letý se v dubnu 2015 stal nejmladším Brazilcem, který vyhrál zápas na challengeru poté, co v Santosu vyřadil dvoustého muže klasifikace Guida Andreozziho. Překonal tak věkový rekord krajana Gustava Kuertena. Následně postoupil do semifinále, v němž nestačil na Belgičana Germaina Gigounona. Ve dvouhře okruhu ATP Tour debutoval antukovým Brasil Open 2017 v Sau Paulu, do něhož jako člen šesté světové stovky obdržel  divokou kartu. Dvousetovou porážku utržil od Portugalce Gastãa Eliase z konce elitní stovky žebříčku. První čtvrtfinále si zahrál ve čtyřhře Rio Open 2020, v níž startoval s Rafaelem Matosem na divokou kartu. V úvodu vyřadili první světový pár tvořený Juanem Sebastiánem Cabalem a Robertem Farahem. Ve druhém utkání je zastavili krajané Meligeni Alves s Monteirem.
V deblové soutěži santiagského Chile Open 2024 poprvé postoupil do finále túry ATP. V páru s Chilanem Matíasem Sotem v něm podlehli chilské dvojici Tomás Barrios Vera a Alejandro Tabilo ve dvou setech. Do grandslamu premiérově zasáhl ve čtyřhře French Open 2024 s Marcelem Zormannem. Do soutěže nastoupili až jako náhradníci. Do Paříže přicestoval po kariérním průlomu do elitní stovky deblového žebříčku ATP, když se 20. května 2024 posunul ze 102. na 99. místo. Po třísetovém průběhu však v areálu Rolanda Garrose nenašli recept na druhé nasazené Rohana Bopannu s Matthewem Ebdenem. První titul pak vybojoval na červencovém Nordea Open 2024 v Båstadu, kde čtyřhru odehrál po boku Rafaela Matose. V závěrečném klání přehráli Francouze Manuela Guinarda a Grégoireho Jacqa ve dvou sadách.

## Finále na okruhu ATP Tour

### Čtyřhra: 2 (1–1)
| Legenda                   |
| ------------------------- |
| Grand Slam (0)            |
| Turnaj mistrů (0)         |
| ATP Tour Masters 1000 (0) |
| ATP Tour 500 (0)          |
| ATP Tour 250 (1–1)        |

| Stav      | č. | datum         | turnaj          | kategorie | povrch | spoluhráč    | soupeři ve finále                   | výsledek |
| --------- | -- | ------------- | --------------- | --------- | ------ | ------------ | ----------------------------------- | -------- |
| Finalista | 1. | březen 2024   | Santiago, Chile | ATP 250   | antuka | Matías Soto  | Tomás Barrios Vera Alejandro Tabilo | 2–6, 4–6 |
| Vítěz     | 1. | červenec 2024 | Båstad, Švédsko | ATP 250   | antuka | Rafael Matos | Manuel Guinard Grégoire Jacq        | 7–5, 6–4 |

## Tituly na challengerech ATP a okruhu ITF
| Legenda                  |
| ------------------------ |
| D – dvouhra; Č – čtyřhra |
| Challengery (0 D; 17 Č)  |
| ITF (9 D; 24 Č)          |

### Dvouhra (9 titulů)
| Č. | datum         | turnaj                    | okruh             | povrch | poražený finalista | výsledek           |
| -- | ------------- | ------------------------- | ----------------- | ------ | ------------------ | ------------------ |
| 1. | červenec 2016 | Pardubice, Česko          | Futures           | antuka | Peter Torebko      | 6–2, 6–2           |
| 2. | prosinec 2016 | Punta del Este, Uruguay   | Futures           | antuka | João Pedro Sorgi   | 4–6, 6–2, 6–2      |
| 3. | květen 2018   | Vic, Španělsko            | Futures           | antuka | Oriol Roca Batalla | 7–6(8–6), 4–2skreč |
| 4. | červenec 2018 | Kassel, Německo           | Futures           | antuka | João Souza         | 6–4, 4–6, 6–3      |
| 5. | květen 2019   | Valldoreix, Španělsko     | World Tennis Tour | antuka | Rafael Matos       | 6–3, 6–4           |
| 6. | červenec 2019 | Troyes, Francie           | World Tennis Tour | antuka | Jules Okala        | 6–0, 7–5           |
| 8. | květen 2021   | Antalya, Turecko          | World Tennis Tour | antuka | Giacomo Dambrosi   | 6–4, 3–6, 6–4      |
| 9. | duben 2023    | Mogi das Cruzes, Brazílie | World Tennis Tour | antuka | Franco Roncadelli  | 2–6, 6–0, 6–2      |

### Čtyřhra (41 titulů)
| Č.  | datum         | turnaj                      | okruh             | povrch | spoluhráč              | poražení finalisté                           | výsledek              |
| --- | ------------- | --------------------------- | ----------------- | ------ | ---------------------- | -------------------------------------------- | --------------------- |
| 1.  | listopad 2014 | São Paulo, Brazílie         | Futures           | antuka | Fernando Romboli       | Daniel Dutra da Silva Pedro Sakamoto         | 6–7(3–7), 6–2, [11–9] |
| 2.  | řijen 2015    | Porto Alegre, Brazílie      | Futures           | antuka | Marcelo Zormann        | Carlos Eduardo Severino Ricardo Hocevar      | 3–6, 6–3, [10–6]      |
| 3.  | prosinec 2016 | Salto, Uruguay              | Futures           | antuka | Marcelo Zormann        | Marcel Felder Gabriel Alejandro Hidalgo      | 7–6(7–2), 6–4         |
| 4.  | červen 2017   | Sassuolo, Itálie            | Futures           | antuka | Marcelo Zormann        | Marco Bortolotti Walter Trusendi             | 6–3, 6–3              |
| 5.  | listopad 2017 | Santos, Brazílie            | Futures           | antuka | Marcelo Zormann        | Caio Silva Thales Turini                     | 6–3, 6–3              |
| 6.  | květen 2018   | Káhira, Egypt               | Futures           | antuka | Felipe Meligeni Alves  | Marco Bortolotti Nicolo Turchetti            | 6–3, 6–4              |
| 7.  | květen 2018   | Káhira, Egypt               | Futures           | antuka | M. Abdel-Aziz          | T.A. Čilakalapudi Vigneš Peranamallúr        | 6–1, 6–4              |
| 8.  | květen 2018   | Valldoreix, Španělsko       | Futures           | antuka | Sebastian Korda        | Michiel de Krom Felipe Meligeni Alves        | 3–6, 6–2, [10–7]      |
| 9.  | červenec 2018 | Porto, Portugalsko          | Futures           | antuka | Felipe Meligeni Alves  | Frederico Gil David Pichler                  | 7–5, 3–6, [10–6]      |
| 10. | září 2018     | Oviedo, Španělsko           | Futures           | antuka | Felipe Meligeni Alves  | Diego Matos João Pedro Sorgi                 | 5–7, 6–4, [11–9]      |
| 11. | březen 2019   | Portimão, Portugalsko       | World Tennis Tour | tvrdý  | Rafael Matos           | Frederico Gil Eduardo Struvay                | 6–3, 6–4              |
| 12. | březen 2019   | Quinta do Lago, Portugalsko | World Tennis Tour | tvrdý  | Rafael Matos           | Alejandro Gómez Michael Zhu                  | 7–6(7–2), 6–3         |
| 13. | duben 2019    | Reus, Španělsko             | World Tennis Tour | antuka | Rafael Matos           | Francisco Cabral Luís Faria                  | 6–3, 4–6, [10–6]      |
| 14. | duben 2019    | Tabarka, Tunisko            | World Tennis Tour | antuka | Rafael Matos           | Erik Crepaldi Darko Jandrić                  | 6–4, 7–5              |
| 15. | květen 2019   | Tabarka, Tunisko            | World Tennis Tour | antuka | Rafael Matos           | Franco Agamenone Franco Emanuel Egea         | 6–4, 6–4              |
| 1.  | červen 2019   | Little Rock, Spojené státy  | Challenger        | tvrdý  | Matías Franco Descotte | Treat Conrad Huey Max Schnur                 | 7–5, 1–6, [12–10]     |
| 16. | srpen 2019    | Santander, Španělsko        | World Tennis Tour | antuka | Rafael Matos           | Ivan Gachov Jaume Pla Malfeito               | 7–5, 6–4              |
| 17. | září 2019     | Seville, Španělsko          | World Tennis Tour | antuka | Rafael Matos           | Sergio Gutiérrez Ferrol Sergi Perez Conti    | 6–1, 6–3              |
| 2.  | řijen 2019    | Campinas, Brazílie          | Challenger        | antuka | Rafael Matos           | Miguel Ángel Reyes-Varela Fernando Romboli   | 6–7(2–7), 6–4, [10–8] |
| 3.  | únor 2020     | Punta del Este, Uruguay     | Challenger        | antuka | Rafael Matos           | Juan Manuel Cerúndolo Thiago Agustín Tirante | 6–4, 6-2              |
| 4.  | únor 2021     | Concepción, Chile           | Challenger        | antuka | Rafael Matos           | Sergio Galdós Diego Hidalgo                  | 7-5, 6-4              |
| 5.  | duben 2021    | Tallahassee, Spojené státy  | Challenger        | antuka | Rafael Matos           | Sekou Bangoura Donald Young                  | 7–6(7–2), 6–2         |
| 18. | květen 2021   | Antalya, Turecko            | World Tennis Tour | antuka | Gabriel Roveri Sidney  | Sandro Ehrat Alexander Erler                 | 6–2, 7–6(7–2)         |
| 19. | květen 2021   | Antalya, Turecko            | World Tennis Tour | antuka | Gabriel Roveri Sidney  | Daniele Capecchi Davide Galopinni            | 6–7(0–7), 7–5, [10–4] |
| 20. | květen 2021   | Antalya, Turecko            | World Tennis Tour | antuka | Ignacio Carou          | Daniele Capecchi Andrea Basso                | 7–5, 1–6, [10–7]      |
| 6.  | červen 2021   | Forlì, Itálie               | Challenger        | antuka | Sergio Galdós          | Pedro Cachín Camilo Ugo Carabelli            | 7–5, 2–6, [10–8]      |
| 21. | červenec 2021 | Vroclav, Polsko             | World Tennis Tour | antuka | Oscar Jose Gutierrez   | Marco Bortolotti Cristian Rodríguez          | 7–6(8–6), 2–6, [11–9] |
| 7.  | červenec 2021 | Iași, Rumunsko              | Challenger        | antuka | Felipe Meligeni Alves  | Hernán Casanova Roberto Ortega Olmedo        | 6–3, 6–4              |
| 8.  | červenec 2021 | Trieste, Itálie             | Challenger        | antuka | Felipe Meligeni Alves  | Antoine Hoang Albano Olivetti                | 7–5, 6–7(6–8), [10–5] |
| 9.  | srpen 2021    | Cordenons, Itálie           | Challenger        | antuka | Rafael Matos           | Sergio Galdós Renzo Olivo                    | 6–4, 7–6(7–5)         |
| 10. | září 2021     | Kyjev, Ukrajina             | Challenger        | antuka | Oleksandr Nedověsov    | Denys Molčanov Serhij Stachovskyj            | 6–4, 6-4              |
| 11. | prosinec 2021 | Rio de Janeiro, Brazílie    | Challenger        | tvrdý  | Rafael Matos           | James Cerretani Fernando Romboli             | 6–3, 7-6(7–2)         |
| 22. | červenec 2022 | Den Haag, Nizozemsko        | World Tennis Tour | antuka | Marcelo Zormann        | James Frawley Akira Santillan                | 7–6(7–5), 2–6, [11–9] |
| 23. | řijen 2022    | Rio de Janeiro, Brazílie    | World Tennis Tour | antuka | Marcelo Zormann        | Wilson Leite José Pereira                    | 6–4, 6–2              |
| 24. | listopad 2022 | Lajeado, Brazílie           | World Tennis Tour | antuka | Marcelo Zormann        | João Victor Couto Loureiro Gustavo Heide     | 6–3, 6–2              |
| 12. | leden 2023    | Piracicaba, Brazílie        | Challenger        | antuka | Marcelo Zormann        | Andrea Collarini Renzo Olivo                 | bez boje              |
| 13. | březen 2024   | São Leopoldo, Brazílie      | Challenger        | antuka | Marcelo Demoliner      | Liam Draxl Alexander Weis                    | 7–5, 3–6, [10–8]      |
| 14. | červen 2024   | Poznaň, Polsko              | Challenger        | antuka | Marcelo Zormann        | Jakob Schnaitter Mark Wallner                | 5–7, 6–2, [10–6]      |
| 15. | srpen 2024    | Bonn, Německo               | Challenger        | antuka | Théo Arribagé          | Džívan Nedunčežijan Vidžaj Sundar Prašant    | 6–2, 6–4              |
| 16. | řijen 2024    | Villa María, Argentina      | Challenger        | antuka | Marcelo Zormann        | Boris Arias Federico Zeballos                | 0–6, 6–3, [10–4]      |
| 17. | řijen 2024    | Campinas, Brazílie          | Challenger        | antuka | Mateus Alves           | Tomás Barrios Vera Facundo Mena              | 6–3, 6–4              |

## Finále na juniorském Grand Slamu

### Čtyřhra juniorů: 2 (1–1)
| Stav      | rok  | turnaj      | povrch | spoluhráč       | soupeři ve finále            | výsledek      |
| --------- | ---- | ----------- | ------ | --------------- | ---------------------------- | ------------- |
| Vítěz     | 2014 | Wimbledon   | tráva  | Marcelo Zormann | Stefan Kozlov Andrej Rubljov | 6–4, 3–6, 8–6 |
| Finalista | 2016 | French Open | antuka | Čong Jun-song   | Jišaj Oli'el Patrik Rikl     | 3–6, 4–6      |

## Zápasy o medaile na olympijských hrách mládeže

### Dvouhra: 1 (0–1)
| Stav    | rok  | turnaj        | povrch | soupeř ve finále | výsledek |
| ------- | ---- | ------------- | ------ | ---------------- | -------- |
| Stříbro | 2014 | Nanking, Čína | tvrdý  | Kamil Majchrzak  | 4–6, 5–7 |

### Čtyřhra: 1 (1–0)
| Stav  | rok  | turnaj        | povrch | spoluhráč       | soupeři ve finále             | výsledek         |
| ----- | ---- | ------------- | ------ | --------------- | ----------------------------- | ---------------- |
| Zlato | 2014 | Nanking, Čína | tvrdý  | Marcelo Zormann | Karen Chačanov Andrej Rubljov | 7–5, 3–6, [10–3] |